# Vyšné Zbojnícke pleso
Vyšné Zbojnícke pleso je ledovcové jezero na Zbojnícke pláni v horní části Velké Studené doliny ve Vysokých Tatrách na Slovensku. Má rozlohu 0,6410 ha a je 115 m dlouhé a 95 m široké. Dosahuje maximální hloubky 8,3 m a objemu 18 437 m³. Leží v nadmořské výšce 1962 m. Pleso má tvar čtvrtkruhu.

## Okolí
Na západ od plesa se zvedá Svišťový chrbát. Je největší ze skupiny Zbojníckych ples, když zbývající se nacházejí od něj jihovýchodně.

## Vodní režim
Do plesa přitéká ze severu Zbojnícky potok, pravá zdrojnice Veľkého Studeného potoka, z Pustého oka a pokračuje na východ do Prostredného Zbojníckeho plesa. Rozměry jezera v průběhu času zachycuje tabulka:
| Rok     | Měření prováděl   | Rozloha ha | Délka m | Šířka m | Hloubka max.m | Objem m³ |
| ------- | ----------------- | ---------- | ------- | ------- | ------------- | -------- |
| 1931–32 | Józef Szaflarski  | 0,664      | 111     | 88      | 7,0           | [ 2 ]    |
| 1961–67 | pracovníci TANAPu | 0,642      | 115     | 95      | 8,0           | [ 2 ]    |
| 2005    | Gregor, Pacl      | 0,6410     | [ 2 ]   | [ 2 ]   | 8,3           | 18 437   |

## Přístup
Pleso není volně přístupné. Ve vzdálenosti 200 m na východ vede  modrá turistická značka od Zbojnícke chaty směrem k Prielomu přístupná každoročně v období od 16. června do 31. října.